# Neil Hamilton Fairley
Sir Neil Hamilton Fairley, KBE, CStJ, FRACP, FRCP, FRCPE, FRS, avstralski general in vojaški zdravnik, * 15. julij 1891, † 19. april 1966.